# Arcadia (Nowy Jork)
Arcadia – miasto w Stanach Zjednoczonych, w stanie Nowy Jork, w hrabstwie Wayne.